# Semlow
Semlow ist eine Gemeinde im Westen des Kreises Vorpommern-Rügen. Sie liegt südöstlich von Ribnitz-Damgarten. Bis zum 1. Januar 2005 war die Gemeinde Teil des Amtes Ahrenshagen und ist seitdem Teil des Amtes Ribnitz-Damgarten.

## Geografie und Verkehr
Semlow liegt etwa 20 Kilometer südöstlich von Ribnitz-Damgarten. Die Bundesstraße 105 Rostock-Stralsund verläuft nördlich der Gemeinde. Der Ort ist von der Bundesautobahn 20 über den Anschluss Tribsees (ca. 20 km) zu erreichen. Die Gemeinde liegt an der Grenze zu Mecklenburg, die hier an der Recknitz verläuft.

### Ortsteile
- Camitz
- Palmzin
- Plennin
- Zornow
- Semlow

## Geschichte
Die Gegend war in der Steinzeit besiedelt. Davon zeugen Megalithgräber und Trogmühlensteinfunde.
Semlow wurde 1320 erstmals urkundlich erwähnt. Der Name ist slawisch und soll Neue Erde oder Neue Heimat bedeuten. 1398 erschien der Ort erstmals im Besitz des Geschlechtes Behr. Diesen gehörte die Gegend bis zum Zweiten Weltkrieg. Semlow wurde zum Stammsitz des reichen Geschlechts. Die Gemeinde hatte während des Dreißigjährigen Krieges schwer zu leiden. Mit dem Westfälischen Frieden von 1648 geriet Vorpommern und somit auch Semlow bis 1815 unter schwedische Herrschaft und danach zur preußischen Provinz Pommern. Die Gemeinde war bis 1952 Teil des Landkreises Franzburg-Barth, ab 1946 Kreis Stralsund, und gehörte danach bis 1994 zum Kreis Ribnitz-Damgarten im Bezirk Rostock.

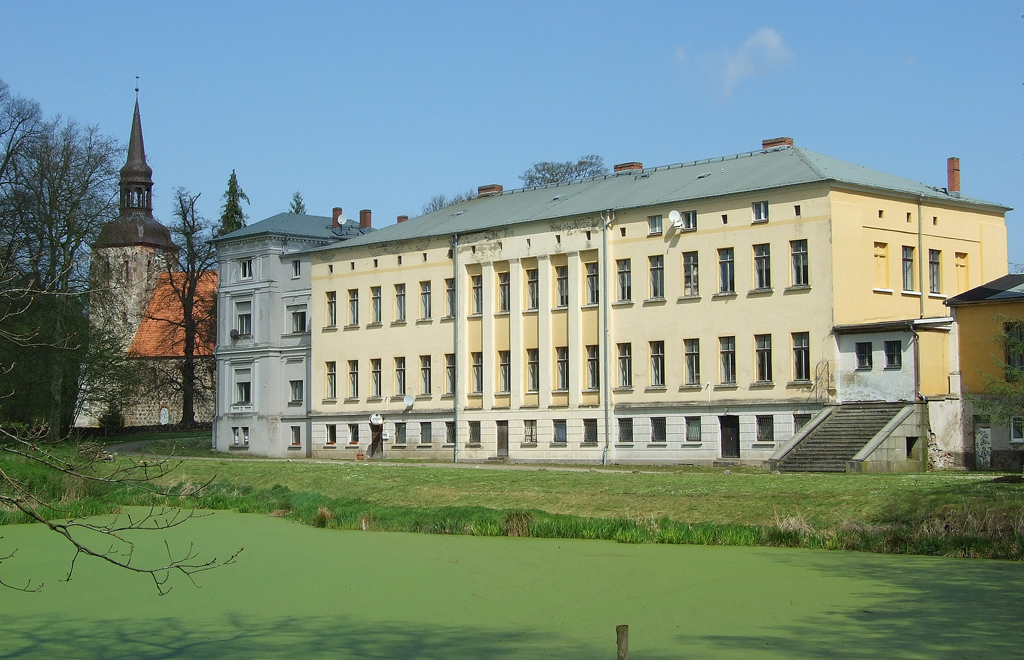
Gutshaus Semlow

An der Stelle des jetzigen Schlosses befand sich ein alter slawischer Burgwall. Der Vorgängerbau des heutigen Gutshauses wurde 1565 als Grenzburg zu Mecklenburg errichtet. Das Herrenhaus entstand 1830 nach den Plänen von Friedrich Wilhelm Buttel für Carl August von Behr-Negendank. Es ist ein schlichter klassizistischer, 15-achsiger Putzbau mit viersäuligem Mittelrisalit. Etwa um 1855 erfolgte an der östlichen Gebäudeseite ein Anbau für ein Gewächshaus und Orangerie. Der westliche Anbau nahe der Kirche wurde um ca. 1868 als Wohnbereich des Schlossbesitzers errichtet. Durch das hohe Kellergeschoss ist das Schloss zur Hof- und Parkseite dreigeschossig. Der an der parkseitigen Gebäudefront vorhandene fünfachsige Mittelrisalit wird durch flache Wandsäulen besonders hervorgehoben. Ursprünglich war der Mittelrisalit mal mit einem Dreiecksgiebel ausgestattet. Rechtsseitig, zwischen dem Schloss und der Orangerie, befindet sich eine steile Treppe als Zugang zum Schlosspark. Die in Richtung Dorf zeigende Schlossseite ist zweigeschossig. Der an dieser Seite vorhandene dreiachsige Mittelrisalit wird durch den Portikus (Säulenvorbau) und dem darauf ruhenden Altan hervorgehoben. Der an der Parkseite, unmittelbar vor dem Schloss gelegene Teich, wurde zwischen 1851 und 1853 im Zusammenhang mit der Parkgestaltung angelegt. Am südlichen Teichrand steht eine Sumpfzypresse und ein nordamerikanischer Nadelbaum.
1767 nahm ein Vertreter der Familie von Behr zusätzlich den Namen der verwandten, aber ausgestorbenen Familie Negendank an und führte jetzt den Namen von Behr-Negendank. Zum Gut Semlow kamen folgende Pertinenzien (Nebengüter): Carlshof, Palmzin, Wossen, Stormsdorf und Weitenhagen, später kamen hinzu: Behrenwalde, Katzenow und Koitenhagen. Als weitere Besitzungen sind genannt: Dölitz und Kranichshof. Die Familie von Behr-Negendank mit dem Stammsitz Semlow wurde damit zu einem der größten und einflussreichsten Gutsbesitzer in Pommern.

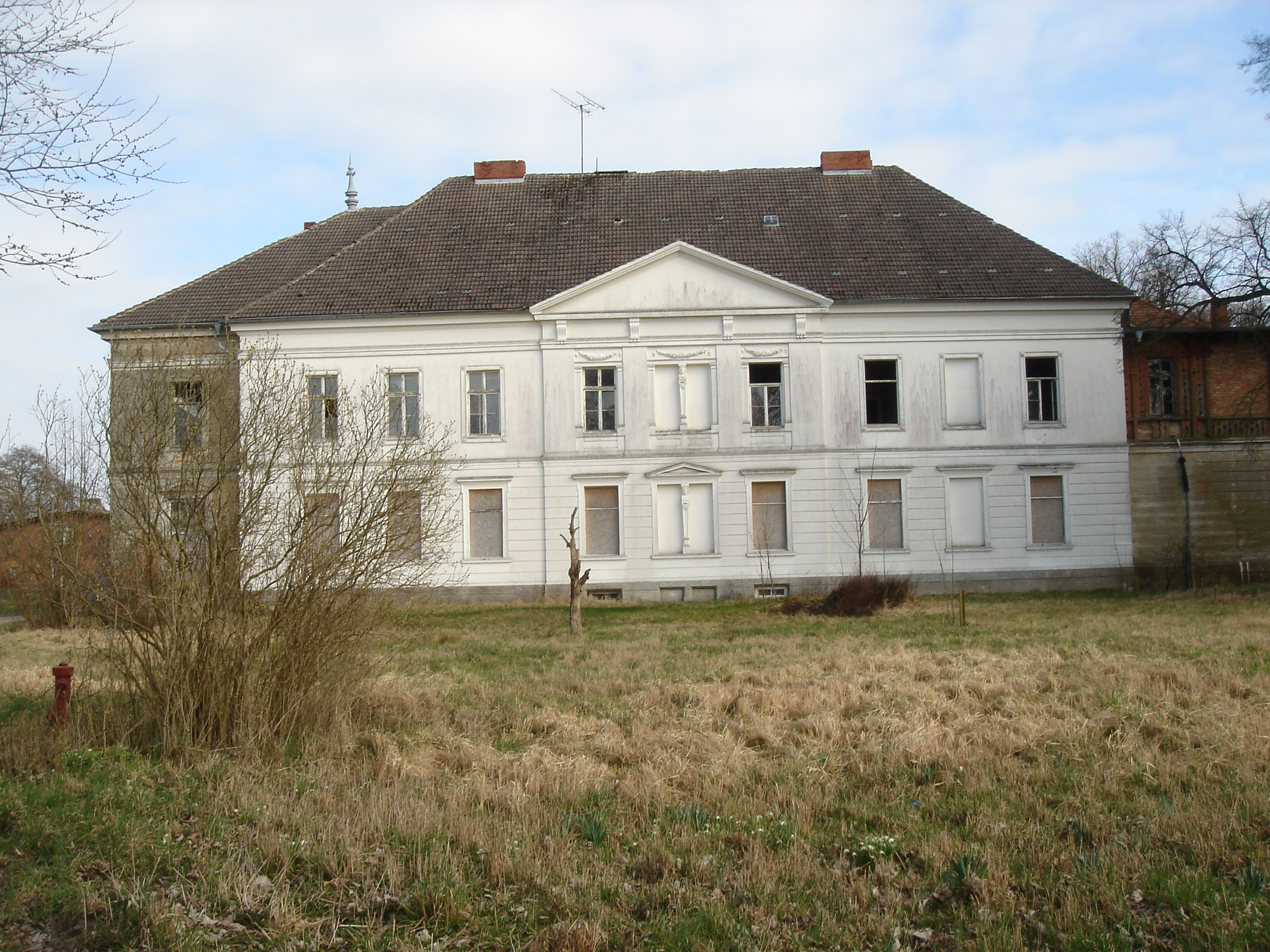
Gutshaus Plennin

Plennin: In der genealogischen Forschung besteht der Ansatz, dass Plennin der Stammsitz einer gleichnamigen Adelsfamilie war. Das Gut war im 14. und 15. Jahrhundert im Besitz der Familie von Moltke. In jüngerer Zeit fiel es an die Familie von Behr-Negendanck-Semlow, die bis 1945 das benachbarte Gut Semlow bewirtschaftete. Der gesamte Gutsbesitz betrug ca. 3800 ha Fläche. Das Rittergut Plennin als Teilbereich beinhaltete 784 ha, davon waren 112 ha Waldbesitz. Der letzte Besitzer der Güter war bis zur Bodenreform Karl-Ulrich Graf Behr-Negendank, der mit seiner Familie sogar Plennin zum Hauptwohnsitz bestimmte. Das Herrenhaus Plennin ist ein streng wirkender, klassizistischer Bau aus dem 19. Jahrhundert. Es befindet sich in Privatbesitz. Zunächst wurde es mit Geldern des Kultusministeriums teilsaniert, dann erfolgte ein Baustopp. Das Haus verfällt seitdem abermals und ist nicht bewohnt. Empfohlen für ein Notsicherungsprogramm.

## Politik

### Wappen
Das Wappen wurde am 7. September 2001 durch das Innenministerium genehmigt und unter der Nr. 250 der Wappenrolle von Mecklenburg-Vorpommern registriert.
Blasonierung: „In Silber ein blauer Wellenschrägbalken, belegt nach der Figur: oben mit einem goldenen Buchenblatt, unten mit einem goldenen Eichenblatt; begleitet nach der Figur: oben von einem schreitenden, rot gezungten und bewehrten schwarzen Bären mit goldenem Halsband, unten von einem schwarzen Pflug.“
Das Wappen wurde von dem Weimarer Michael Zapfe gestaltet.

## Sehenswürdigkeiten
- Romanische Dorfkirche Semlow als einschiffige Feldsteinkirche aus dem 13. Jahrhundert mit eingezogenem Chor, Südsakristei und Westturm, 1790 Turmobergeschoss mit geschweifter Haube; um 1857 restauriert und 1861/63 durch Carl Julius Milde mit spätnazarenischer Wand- und Deckenmalerei versehen, Ausstattung von 1576–1727.
- klassizistisches Herrenhaus Schloss Semlow von um 1825
- Landschaftspark am Schloss, angelegt für Ulrich von Behr-Negendank
- Neugotische Grabkapelle Semlow der Familie von Behr-Negendank von 1880/1881 nach Plänen von Wilhelm Walter, Berlin; 1999 Sanierung.
- Gebäudeensemble an der Hauptstraße
- Drei Großsteingräber, darunter ein Urdolmen, ein Großsteingrab und ein Hünenbett aus der Jungsteinzeit
- Turmhügel Plennin
- Turmhügel Semlow

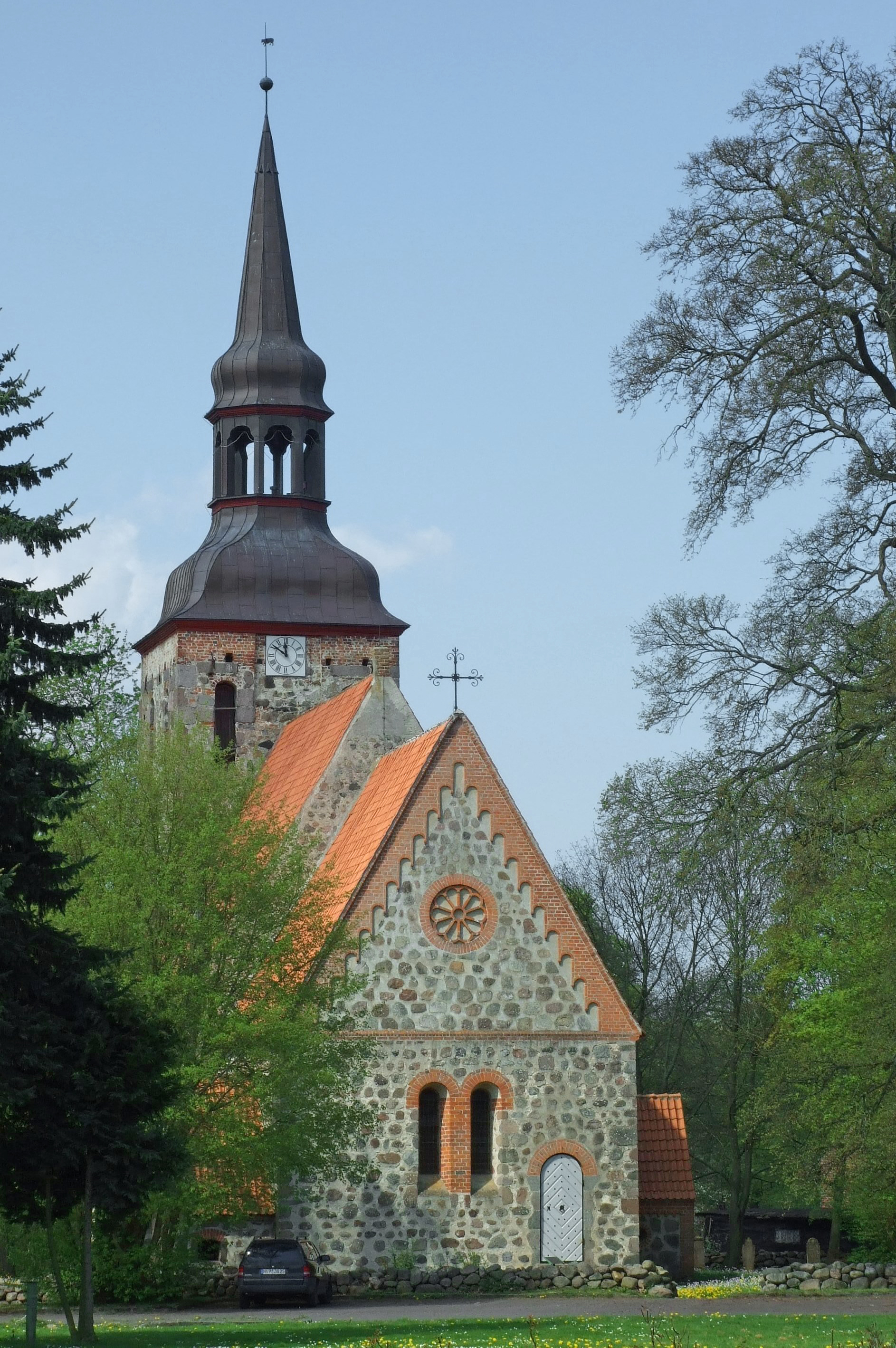
Feldsteinkirche Semlow
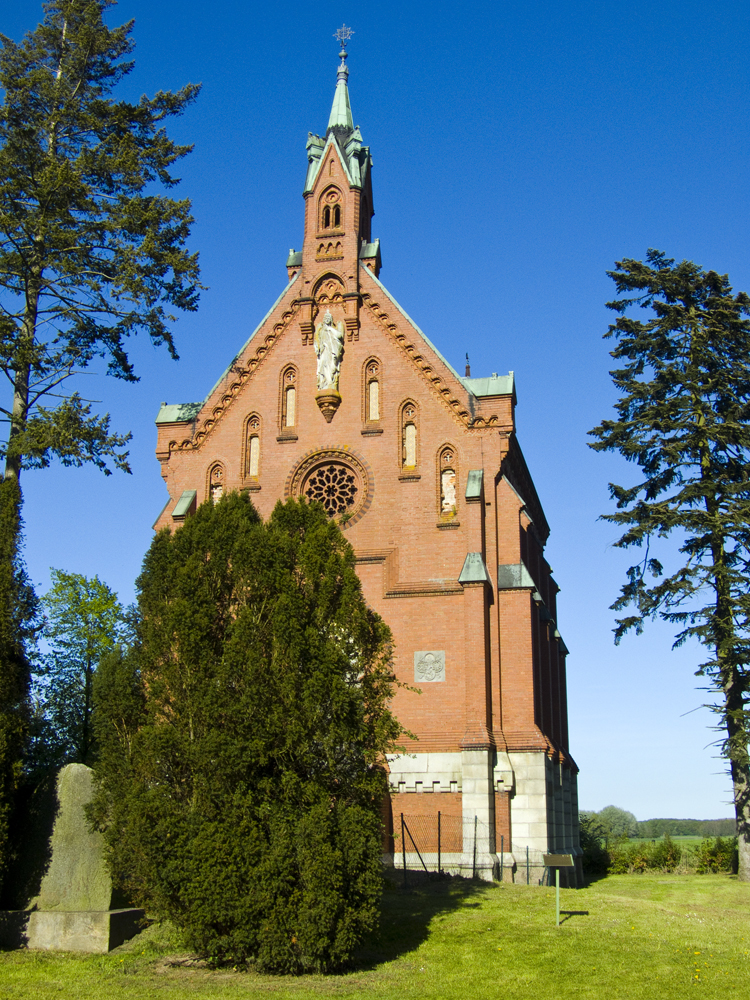
Friedhofskapelle Semlow

## Kultur

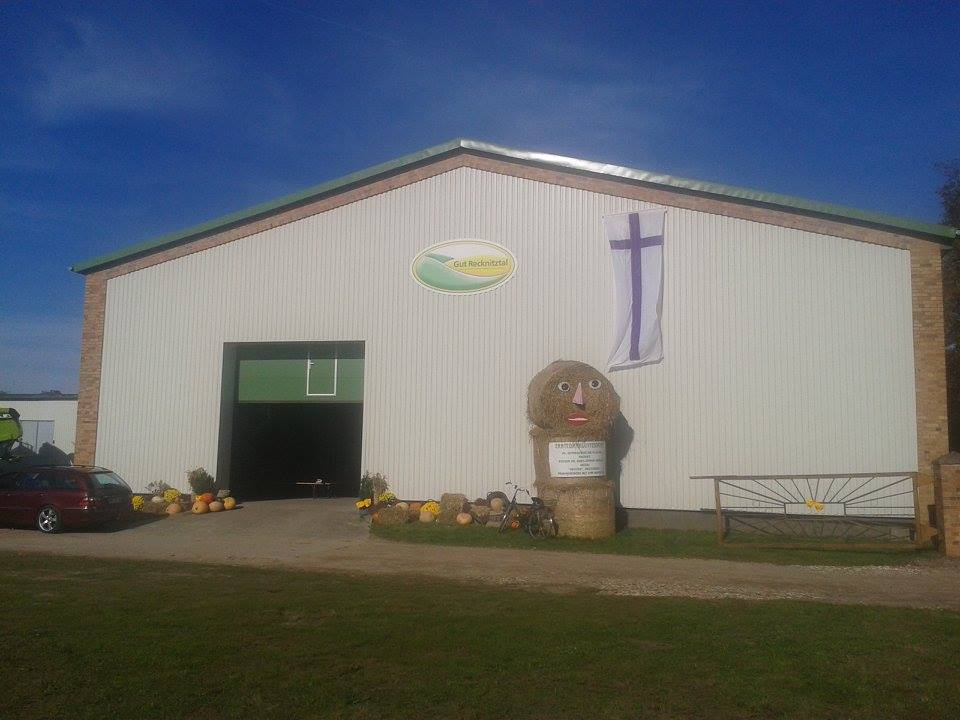
2015 wurde zum Auftakt des 25. Landeserntedankfestes MV in der ehemaligen MTS-Halle der Festgottesdienst gefeiert

- Seit dem Jahr 2001 existiert der Förderverein zur Erhaltung Semlower Kulturgüter, der kirchliche und kulturelle Belange des Ortes Semlow fördert und unter anderem zur Erhaltung denkmalgeschützter Gebäude und Anlagen beiträgt.[10]
- Am 4. Oktober 2015 fand das 25. Landeserntedankfest unter dem Motto Semlow: lebendig – bodenständig statt.[11] Die Schirmherrschaft hatte Ministerpräsident Erwin Sellering.

## Persönlichkeiten

### Söhne und Töchter der Gemeinde
- Carl von Behr-Negendank (1791–1827), Gutsherr auf Semlow und Mitglied des Provinziallandtags
- Ulrich von Behr-Negendank (1826–1902), Gutsherr auf Semlow und preußischer Politiker
- Sven Berkenhagen (* 1966), ehemaliger deutscher Fußballspieler

### Mit Semlow verbunden
- Hans Moderow (1877–1945), Pfarrer und Kirchenhistoriker
- Siegfried Bergander, Bürgermeister dieser Gemeinde von 1977–1990
- Johann Scheringer, Politiker und Landwirt